# Tachina ewdens
Tachina ewdens là một loài ruồi trong họ Tachinidae.